# Исаев, Виктор Фёдорович
Виктор Фёдорович Исаев (1913—1989) — советский хозяйственный, государственный и политический деятель. Герой Социалистического Труда (1966). Член ВКП(б).

## Биография
Родился 18 апреля (1 мая) 1913 года в селе Пресновка Петропавловского уезда Акмолинская область (ныне — Кызылжарский район Северо-Казахстанской области Казахстана). Русский.
Окончил школу, учился на рабфаке, работал на заводе. В 1934—1936 годах служил в Красной Армии. В 1938 году окончил Казанский зооветеринарный институт по специальности «ветеринарный врач».
Вторично призван в Красную Армию в 1939 году. Участник советско-финляндской войны. В составе 52-й стрелковой дивизии участвовал в наступательных и оборонительных боях западнее Мурманска в районах посёлков Петсамо (Печенга), Луостари.
Участник Великой Отечественной войны с июля 1941 года. В 1941—1943 годах воевал командиром стрелкового отделения на Северном и Карельском фронтах, в составе Кемской оперативной группы участвовал в оборонительных боях в Карелии. Имел 6 лёгких ранений.
С августа 1943 года воевал на Степном и 2-м Украинском фронтах. Будучи командиром взвода 275-й отдельной разведывательной роты 233-й стрелковой дивизии 57-й армии участвовал в освобождении Харькова и в форсировании Днепра в районе Кременчуга. 24 октября 1943 года в боях на плацдарме группа под его командованием совершила удачный разведвыход, разгромила вражеский блиндаж, уничтожила в нём и прилегающих окопах гитлеровцев и, захватив «языка», без потерь вернулась в расположение роты. За этот подвиг старший сержант Исаев был награждён орденом Славы 3-й степени.
В дальнейшем участвовал в боях на Кировоградском направлении и в Корсунь-Шевченковской операции. В Бугско-Днестровской операции участвовал в должности командира взвода 788-го стрелкового полка 214-й стрелковой дивизии 53-й армии. В апреле 1944 года отличился в боях на Днестровском плацдарме. В районе квадратной рощи его взвод первым ворвался во вражеские траншеи и, уничтожив врага, закрепился там, отбивая контратаки противника. За отличие в этом бою старший сержант Исаев был награждён орденом Красной Звезды.
В дальнейшем в составе 203-й стрелковой дивизии 53-й армии участвовал в освобождении Румынии, Венгрии, Чехословакии, с боями дошёл до города Брно. Вместе с дивизией и армией в 1945 году переехал на Забайкальский фронт и в августе 1945 года участвовал в войне с милитаристской Японией, преодолев хребет Большой Хинган.
После войны в около 4 лет служил советником в Монголии, занимался ветеринарной практикой в кавалерийских частях Монгольской Народной Армии. В 1949 году был демобилизован. Вернулся в Москву.
В 1950—1952 годах — главный врач ветеринарной лечебницы в селе Молоково Ленинского района Московской области.
В 1952—1987 годах — председатель колхоза имени М. Горького в селе Молоково Ленинского района Московской области.
Указом Президиума Верховного Совета СССР от 22 марта 1966 года за достигнутые успехи в развитии животноводства, увеличении производства и заготовок мяса, молока, яиц, шерсти и другой продукции Исаеву Виктору Фёдоровичу присвоено звание Героя Социалистического труда с вручением ордена Ленина и золотой медали «Серп и Молот».
С 1987 года — на пенсии.
Жил в Москве. Умер 22 апреля 1989 года. Похоронен на кладбище села Орлово Ленинского района Московской области.
Депутат Верховного Совета РСФСР 6-9-го созывов (1963—1980).